# 杉乃精
杉乃精（すぎのせい）は京都市右京区京北熊田町にあるエッセンシャルオイル製造業者　株式会社K・Kファームの製品ブランド。主に北山杉を原料としたエッセンシャルオイルを手がける。